# Ельдер Торрес
Ельдер Едуардо Торрес Гватемала (ісп. Élder Torres, нар. 14 квітня 1995, Ла-Сейба, Гондурас) — гондураський футболіст, півзахисник клубу «Віда».
Виступав за також олімпійську збірну Гондурасу.

## Клубна кар'єра
У дорослому футболі дебютував 2013 року виступами за команду клубу «Віда», в якій провів три сезони, взявши участь у 53 матчах чемпіонату.
Своєю грою за цю команду привернув увагу представників тренерського штабу клубу «Реал Монаркс», до складу якого приєднався 2016 року. Відіграв за команду із Солт-Лейк-Сіті один сезон.
До складу клубу «Віда» повернувся 2016 року.

## Виступи за збірні
2015 року залучався до складу молодіжної збірної Гондурасу. На молодіжному рівні зіграв у 2 офіційних матчах.
2016 року захищав кольори олімпійської збірної Гондурасу. У складі цієї команди провів 3 матчі. У складі збірної — учасник футбольного турніру на Олімпійських іграх 2016 року у Ріо-де-Жанейро.